# Grammochesias
Grammochesias is een geslacht van vlinders van de familie spanners (Geometridae), uit de onderfamilie Larentiinae.

## Soorten
- G. hippocastanarioides Rothschild, 1914
- G. rotroui Prout, 1937